# Чижівська сільська рада (Звенигородський район)
Чижі́вська сільська́ ра́да — адміністративно-територіальна одиниця та орган місцевого самоврядування у Звенигородському районі Черкаської області. Адміністративний центр — село Чижівка.

## Загальні відомості
- Населення ради: 1 029 осіб (станом на 2001 рік)

## Історія
05.02.1965 Указом Президії Верховної Ради Української РСР передано Чижівську сільраду Лисянського району до складу Звенигородського району.

## Населені пункти
Сільській раді підпорядковані населені пункти:
- с. Чижівка

## Склад ради
Рада складається з 16 депутатів та голови.
- Голова ради: Очеретяна Наталія Миколаївна
- Секретар ради: Білявська Наталія Василівна

### Керівний склад попередніх скликань
| Прізвище, ім'я, по батькові  | Основні відомості                                                                                  | Дата обрання | Дата звільнення |
| ---------------------------- | -------------------------------------------------------------------------------------------------- | ------------ | --------------- |
| Харченко Микола Петрович     | Сільський голова, 1961 року народження, член Народної партії                                       | 26.03.2006   | 31.10.2010      |
| Очеретяна Наталія Миколаївна | Сільський голова, 1969 року народження, освіта середня спеціальна, Політична партія 'Наша Україна' | 31.10.2010   |                 |

Примітка: таблиця складена за даними сайту Верховної Ради України

### Депутати
За результатами місцевих виборів 2010 року депутатами ради стали:

#### За суб'єктами висування
| Суб'єкт висування           | Кількість обраних депутатів | %    |
| --------------------------- | --------------------------- | ---- |
| Самовисування               | 9                           | 56,3 |
| Партія регіонів             | 4                           | 25   |
| Комуністична партія України | 3                           | 18,8 |

#### За округами
| № округу                    | Прізвище, ім'я, по батькові       | Дата визнання обраним | Освіта             | Партійна приналежність            | Відомості про обраного депутата                            |
| --------------------------- | --------------------------------- | --------------------- | ------------------ | --------------------------------- | ---------------------------------------------------------- |
| Комуністична партія України |                                   |                       |                    |                                   |                                                            |
| 7                           | Білобрюх Олексій Петрович         | 04.11.2010            | середня спеціальна | член Комуністичної партії України | «Сіріус», бригадир                                         |
| 8                           | Коваль Вадим Павлович             | 04.11.2010            | середня спеціальна | член Комуністичної партії України | СТОВ «Урожай», тракторист                                  |
| 14                          | Курдус Петро Петрович             | 04.11.2010            | середня спеціальна | член Комуністичної партії України | Уктелеком                                                  |
| Партія регіонів             |                                   |                       |                    |                                   |                                                            |
| 1                           | Ястремський Станіслав Олексійович | 04.11.2010            | середня спеціальна | позапартійний                     | тимчасово не працює                                        |
| 4                           | Ястремський Олександр Олексійович | 04.11.2010            | середня спеціальна | позапартійний                     | тимчасово не працює                                        |
| 12                          | Семченко Анатолій Володимирович   | 04.11.2010            | середня спеціальна | позапартійний                     | тимчасово не працює                                        |
| 16                          | Оришич Віктор Іванович            | 04.11.2010            | середня спеціальна | позапартійний                     | тимчасово не працює                                        |
| Самовисування               |                                   |                       |                    |                                   |                                                            |
| 2                           | Братун Ніна Григорівна            | 04.11.2010            | середня спеціальна | позапартійна                      | тимчасово не працює                                        |
| 3                           | Чорноус Тетяна Сергіївна          | 04.11.2010            | середня спеціальна | позапартійна                      | приватний підприємець                                      |
| 5                           | Білявська Наталія Василівна       | 04.11.2010            | середня спеціальна | позапартійна                      | Звенигородський територіальний центр, соціальний працівник |
| 6                           | Кривенко Василь Олексійович       | 04.11.2010            | середня спеціальна | позапартійний                     | «Сіріус», тракторист                                       |
| 9                           | Дейнега Ірина Вікторівна          | 04.11.2010            | середня спеціальна | позапартійна                      | Чижівське відділення пошти, касир                          |
| 10                          | Лисяний Юрій Петрович             | 04.11.2010            | середня спеціальна | позапартійний                     | Фермер                                                     |
| 11                          | Білоконь Андрій Сергійович        | 04.11.2010            | середня спеціальна | позапартійний                     | Фермер                                                     |
| 13                          | Педченко Олександр Васильович     | 04.11.2010            | середня спеціальна | позапартійний                     | Водяники, ландшафтний дизайнер                             |
| 15                          | Дорошенко Сергій Олексійович      | 04.11.2010            | середня спеціальна | позапартійний                     | Чижівська загальноосвітня школа, вчитель                   |